# Теорема Жордана

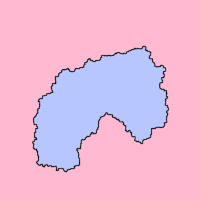
Ілюстрація теореми про Жорданову криву. Жорданова крива (чорний) ділить площину на внутрішню (обмежену) область (блакитний) та зовнішню (необмежену) область (рожевий)

У топології, Жорданова крива — це довільна замкнена без самоперетинів крива в площині, інакше відома як проста замкнена крива.
Теорема Жордана стверджує, що кожна Жорданова крива ділить площину на дві області — внутрішню область обмежену кривою і зовнішню, що містить усі ближні і дальні зовнішні точки, причому будь-який шлях, який зв'язує точки з двох областей, перетне цю криву в якійсь точці.
Хоча твердження теореми здається інтуїтивно очевидним, потрібна винахідливість, щоб довести її через елементарні логічні пояснення. Прозоріше доведення покладається на математичні механізми алгебричної топології, і веде до узагальнення для вищих вимірів.
Теорему названо на честь Каміля Жордана, який першим довів її.

## Необхідні визначення і твердження теореми
Крива Жордана або проста замкнена крива в площині R2 це образ C ін'єктивного неперервного відображення кола в площину, φ: S1 → R2. Жорданова дуга в площині — образ ін'єктивного неперервного відображення замкненого відрізка.
Інакше, жорданова крива — це образ неперервного відображення φ: [0,1] → R2 такий, що φ(0) = φ(1) і з обмеженням, що φ в [0,1) є ін'єкцією. Перші дві умови кажуть, що C є неперервною замкненою кривою, тоді як остання вимагає відсутності самоперетинів.

Нехай C — жорданова крива в площині R2. Тоді її доповнення, R2 \ C, містить рівно дві зв'язні складові. Одна з цих складових є обмеженою множиною (внутрішня область), інша — необмежена (зовнішня область), і крива C є межею кожної зі складових.

Натомість, доповнення жорданової дуги в площині зв'язне.

## Доведення
Перші відомі доведення теореми Жордана були аналітичними. Лейтзен Брауер узагальнив теорему на вищі розмірності і дав топологічне доведення із застосуванням ідей теорії гомологій. Подане тут доведення використовує редуковані сингулярні гомології і послідовності Маєра — Вієторіса для них.
Доводиться узагальнення для багатовимірних сфер, яке називають також теоремою Жордана — Брауера. Згідно з цією теоремою, якщо {\displaystyle S^{n}} є гіперсферою розмірності n, і {\displaystyle h:S^{k}\to S^{n}} є вкладенням однієї гіперсфери в іншу (тобто h є гомеоморфізмом на свій образ) то редуковані сингулярні гомології простору {\displaystyle S^{n}\setminus h(S^{k})} є рівними:
{\displaystyle {\tilde {H}}_{i}(S^{n}\setminus h(S^{k}))={\begin{cases}\mathbb {Z} ,&i=n-k+1\\0,&i\neq n-k+1\end{cases}}.}
Оскільки для будь-якого простору X нульова редукована група рівна {\displaystyle \mathbb {Z} ^{j-1}}, де j — кількість компонент лінійної зв'язності простору X , із твердження теореми випливає те, що для будь якого вкладення {\displaystyle h:S^{n-1}\to S^{n}} простір {\displaystyle S^{n}\setminus h(S^{n-1})} має дві компоненти лінійної зв'язності, а отже дві компоненти зв'язності. Оскільки простір {\displaystyle \mathbb {R} ^{n}} є гомеоморфним {\displaystyle S^{n}} без одної точки, то й довільне вкладення {\displaystyle h:S^{n-1}\to R^{n}} ділить простір {\displaystyle \mathbb {R} ^{n}} на дві компоненти зв'язності причому одна є обмеженою, а інша — ні. У випадку {\displaystyle n=2} кожна жорданова крива є вкладенням {\displaystyle h:S^{1}\to R^{2}} і з теореми Жордана — Брауера випливає теорема Жордана про криві.

### Доведення теореми Жордана—Брауера
Доведення використовує властивість, що редуковані сингулярні групи простору {\displaystyle S^{n}\setminus h(B^{k})} (де {\displaystyle B^{k}} — одинична куля розмірності k і {\displaystyle h(B^{k})} теж є вкладенням) є тривіальними. Це можна довести індукцією за розмірністю k. Для k = 0, куля {\displaystyle B^{0}} є точкою і {\displaystyle S^{n}\setminus h(B^{0})} гомеоморфний простору {\displaystyle \mathbb {R} ^{n}.} Оскільки {\displaystyle \mathbb {R} ^{n}} є стягуваним простором то всі редуковані сингулярні групи {\displaystyle \mathbb {R} ^{n}} і тому також {\displaystyle S^{n}\setminus h(B^{0})} є тривіальними.
Для вищих розмірностей зручніше розглядати замість кулі {\displaystyle B^{k}} гомеоморфний їй куб {\displaystyle I^{k}=[0,1]^{k}} тої ж розмірності. Нехай твердження доведено для деякого невід'ємного цілого числа {\displaystyle k-1}. Позначимо {\displaystyle A=S^{n}\setminus h(I^{k-1}\times [0,1/2])} і {\displaystyle B=S^{n}\setminus h(I^{k-1}\times [1/2,1]).} Тоді {\displaystyle A\cup B=S^{n}\setminus h(I^{k-1}\times \{1/2\})} і {\displaystyle A\cap B=S^{n}\setminus h(I^{k}).} Згідно з припущенням індукції, всі редуковані сингулярні групи {\displaystyle A\cup B=S^{n}\setminus h(I^{k-1}\times \{1/2\})} тривіальні. Тому розглядаючи простір {\displaystyle S^{n}\setminus h(I^{k-1}\times \{1/2\})} і його відкриті підмножини {\displaystyle A,B} у послідовності Маєра — Вієторіса одержуємо, що всі гомоморфізми{\displaystyle {\tilde {H}}_{i}(S^{n}\setminus h(I^{k}))\to {\tilde {H}}_{i}A\oplus {\tilde {H}}_{i}B} є ізоморфізмами. За означенням послідовності Маєра — Вієторіса обидві компоненти цього ізоморфізму {\displaystyle {\tilde {H}}_{i}(S^{n}\setminus h(I^{k}))\to {\tilde {H}}_{i}A} і {\displaystyle {\tilde {H}}_{i}(S^{n}\setminus h(I^{k}))\to {\tilde {H}}_{i}B} є породженими відображенням вкладення (з точністю до множення на -1). Тому, якщо {\displaystyle \alpha } є циклом у {\displaystyle S^{n}\setminus h(I^{k}),} що не є межею в цьому просторі, то {\displaystyle \alpha } також не є межею хоча б у одному із просторів {\displaystyle A,B.} Якщо вона не є межею у просторі {\displaystyle A} то можна ввести простори {\displaystyle A_{1}=S^{n}\setminus h(I^{k-1}\times [0,1/4])} і {\displaystyle B_{1}=S^{n}\setminus h(I^{k-1}\times [1/4,1/2]).} Тоді {\displaystyle A_{1}\cup B_{1}=S^{n}\setminus h(I^{k-1}\times \{1/4\})} і {\displaystyle A_{1}\cap B_{1}=A.} За допомогою аргументів аналогічних до попередніх одержуємо, що {\displaystyle \alpha } також не є межею хоча б у одному із просторів {\displaystyle A_{1},B_{1}.} Продовжуючи надалі такий процес одержуємо послідовність вкладених замкнутих інтервалів {\displaystyle I_{m}=\left[{i-1 \over 2^{m}},{i \over 2^{m}}\right],\quad i\in 1,\ldots m} для яких {\displaystyle \alpha } не є межею у просторах{\displaystyle S^{n}\setminus h(I^{k-1}\times I_{m})}. Згідно з лемою про вкладені відрізки ці інтервали прямують до деякої спільної точки {\displaystyle p\in [0,1].} Згідно з припущенням індукції усі редуковані сингулярні гомологічні групи простору {\displaystyle S^{n}\setminus h(I^{k-1}\times \{p\})} є тривіальними, а тому {\displaystyle \alpha } є межею, тобто {\displaystyle \alpha =\partial \beta } для деякого {\displaystyle \beta .} Але {\displaystyle \beta } є формальною сумою скінченної кількості сингулярних симплексів із цілими коефіцієнтами. Оскільки й об'єднання скінченної кількості сингулярних симплексів і {\displaystyle h(I^{k-1}\times \{p\})} є компактними підмножинами сфери, то можна знайти також таке {\displaystyle \varepsilon >0,} що всі сингулярні симплекси із {\displaystyle \beta } належать простору {\displaystyle S^{n}\setminus h(I^{k-1}\times [p-\varepsilon ,p+\varepsilon ])} але тоді й межа {\displaystyle \beta } тобто {\displaystyle \alpha } теж належить простору {\displaystyle S^{n}\setminus h(I^{k-1}\times [p-\varepsilon ,p+\varepsilon ])}. Проте для деякого m інтервал {\displaystyle I_{m}\subset [p-\varepsilon ,p+\varepsilon ]}. Тоді на {\displaystyle S^{n}\setminus h(I^{k-1}\times I_{m})} також {\displaystyle \alpha =\partial \beta ,} що суперечить вибору інтервалу {\displaystyle I.} Тобто {\displaystyle \alpha } має бути межею вже в {\displaystyle S^{n}\setminus h(I^{k})} і тому всі редуковані сингулярні групи цього простору є тривіальними. Це завершує крок індукції і доведення властивості для просторів {\displaystyle S^{n}\setminus h(B^{k})}.
Для доведення твердження для просторів {\displaystyle S^{n}\setminus h(S^{k})} теж використовують індукцію за розмірністю k. Для k = 0, простір {\displaystyle S^{0}} є двома точками і {\displaystyle S^{n}\setminus h(S^{0})} гомеоморфний {\displaystyle S^{n-1}\times \mathbb {R} } і його редуковані сингулярні групи рівні групам для гіперсфери {\displaystyle S^{n-1},} тобто {\displaystyle {\tilde {H}}_{n-1}(S^{n}\setminus h(S^{0}))=\mathbb {Z} } і всі інші редуковані сингулярні групи тривіальні. Тобто твердження теореми в цьому випадку є істинним.
Припустимо, що теорему доведено для деякого невід'ємного цілого числа {\displaystyle k-1}. Сферу {\displaystyle S^{k}} можна подати як об'єднання двох півсфер {\displaystyle S_{+}^{k}} і {\displaystyle S_{-}^{k}}(гомеоморфних кулі {\displaystyle B^{k}}) перетин яких рівний {\displaystyle S^{k-1}.} Позначимо {\displaystyle A=S^{n}\setminus h(S_{+}^{k})} і {\displaystyle B=S^{n}\setminus h(S_{-}^{k}).} Тоді {\displaystyle A\cup B=S^{n}\setminus h(S^{k-1})} і {\displaystyle A\cap B=S^{n}\setminus h(S^{k}).} Також із попереднього всі редуковані сингулярні групи просторів {\displaystyle A,B} тривіальні. Підставляючи простори у послідовність Маєра — Вієторіса одержуємо ізоморфізми {\displaystyle {\tilde {H}}_{i}(S^{n}\setminus h(S^{k})\simeq {\tilde {H}}_{i+1}(S^{n}\setminus h(S^{k-1}).} Але за припущенням індукції {\displaystyle {\tilde {H}}_{n-k+2}(S^{n}\setminus h(S^{k-1})=\mathbb {Z} } і всі інші редуковані сингулярні групи для {\displaystyle S^{n}\setminus h(S^{k-1})} є тривіальними. Тому з одержаного ізоморфізму {\displaystyle {\tilde {H}}_{n-k+1}(S^{n}\setminus h(S^{k})=\mathbb {Z} } і всі інші редуковані сингулярні групи для {\displaystyle S^{n}\setminus h(S^{k})} тривіальні, що й треба було довести.